# 2402 Satpaev
2402 Satpaev este un asteroid din centura principală, descoperit pe 31 iulie 1979 de Nikolai Cernîh.